# 小松エメル
小松 エメル（こまつ エメル、1984年 - ）は、日本の小説家。東京都生まれ。母方の祖父は日本で活躍したトルコ共和国出身の俳優エンベル・アルテンバイで、その名はトルコ語で「強い、優しい、美しい」などの意を持つ。

## 来歴
高校3年生の夏までは美大進学を目指していたが、美大に合格するためには受験用の絵を描かなければいけないこと、進学後もしばらくは自由に絵を描くことはできそうにないことなどから進路を変更し、小説家になって新選組の小説を書くために歴史を学ぶことを思い立って、当時の日本史の先生の勧めで國學院大学文学部史学科に進んだ。
2008年、初めて書いた小説である「一鬼夜行」で第6回ジャイブ小説大賞を受賞してデビュー。2014年「夢の燈影」が、次いで2019年「歳三の剣」が、本屋が選ぶ時代小説大賞候補作となった。
2021年10月、コミカライズ脚本を手掛ける『燃えよ剣』の連載が「月刊コミックバンチ」誌上で開始された。

## 作品
- 夢の燈影 2014年9月 ISBN 978-4-06-219091-6 講談社
- 総司の夢 2016年9月 ISBN 978-4-06-219603-1 講談社
- 歳三の剣 2019年2月 ISBN 978-4-06-220498-9 講談社
- 梟の月 2018年4月 ISBN 978-4-04-106173-2 KADOKAWA

### 一鬼夜行シリーズ
- 一鬼夜行 2010年7月 ISBN 978-4-591-11972-3 ポプラ文庫ピュアフル（以下同じ）
- 一鬼夜行 鬼やらい＜上＞ 2011年6月 ISBN 978-4-591-12454-3
- 一鬼夜行 鬼やらい＜下＞ 2011年6月 ISBN 978-4-591-12455-0
- 一鬼夜行 花守り鬼 2012年3月 ISBN 978-4-591-12886-2
- 一鬼夜行 枯れずの鬼灯 2012年11月 ISBN 978-4-591-13152-7
- 一鬼夜行 鬼の祝言 2013年10月 ISBN 978-4-591-13668-3
- 一鬼夜行　鬼が笑う 2014年10月 ISBN 978-4-591-14209-7
- 一鬼夜行 雨夜の月 2015年6月 ISBN 978-4-591-14599-9
- 一鬼夜行 鬼の福招き 2016年6月 ISBN 978-4-591-15083-2
- 一鬼夜行 鬼姫と流れる星々 2017年11月 ISBN 978-4-591-15527-1
- 一鬼夜行 鬼の嫁取り 2018年7月 ISBN 978-4-591-15934-7
- 一鬼夜行 つくも神会 2019年3月 ISBN 978-4-591-16244-6

### うわんシリーズ
- うわん 七つまでは神のうち 2013年4月 ISBN 978-4-334-76480-7 光文社文庫
- うわん 流れ医師と黒魔の影 2015年2月 ISBN 978-4-334-76872-0 光文社時代小説文庫
- うわん 九九九番目の妖 2016年3月 ISBN 978-4-334-77260-4 光文社文庫

### 蘭学塾幻幽堂青春記シリーズ
- 夢追い月 －蘭学塾幻幽堂青春記 2012年5月 ISBN 978-4-7584-3660-1 ハルキ文庫（以下同じ）
- 約束－蘭学塾幻幽堂青春記 2013年6月 ISBN 978-4-7584-3744-8
- 宿命－蘭学塾幻幽堂青春記 2014年2月 ISBN 978-4-7584-3803-2
- 秘密－蘭学塾幻幽堂青春記 2015年3月 ISBN 978-4-7584-3881-0

### 銀座ともしび探偵社シリーズ
- 銀座ともしび探偵社 2019年2月 ISBN 978-4101801506 新潮社
- 綺羅星 :銀座ともしび探偵社 2020年2月 ISBN 978-4101801858 新潮社